# روون فوئرشتاین
روون فوئرشتاین (انگلیسی: Reuven Feuerstein; august ۲۱, ۱۹۲۱ – ۲۹ آوریل ۲۰۱۴) روان‌شناس اهل رومانی بود.
وی همچنین برندهٔ جوایزی همچون جایزه اسرائیل شده‌است.